# Томпсон, Джоэл (футболист)
Джоэл Томпсон (англ. Joel Thompson; 25 июля 2005 года, Каррикфергус, Северная Ирландия) — североирландский футболист, опорный полузащитник английского клуба «Ноттингем Форест» и юношеской сборной Северной Ирландии.

## Клубная карьера
Уроженец Каррикфергуса, в футбол начал играть в местной средней школы, также занимался в академии клуба «Крусейдерс» из Белфаста. За клуб дебютировал 29 мая 2021 года в матче против «Гленторана». В возрасте 15 лет, 10 месяцев и 4 дней он на 54-й минуте заменил Джека Паттерсона, которому было 15 лет, 7 месяцев и 13 дней. В следующем сезоне провёл 5 игр, в том числе одну полную с «Данганнон Свифтс».
В летнее трансферное окно борьбу за игрока вёл ряд английских клубов, в частности, «Халл Сити» и «Ноттингем Форест». В конечном итоге Томпсон переехал на «Сити Граунд», подписав 5 сентября 2022 года с «лесниками» долгосрочный контракт и присоединившись к их молодёжной команде. В октябре сломал ногу, из-за чего пропустил большую часть сезона. Перед сезоном 2023/24 был переведён во вторую команду, выступавшую в Дивизионе 1 Лиги профессионального развития.

## Карьера в сборной
В сборную до 17 лет единственный вызов получил 22 октября 2021 года на матчи квалификации к Евро 2022. Дебютировал в матче против сборной Шотландии.
В юношескую сборную первый вызов получил 1 сентября 2023 года. Дебютировал 7 сентября в товарищеском матче против сборной Италии, выйдя в стартовом составе. 11 июля 2024 года вместе со своим одноклубником был включён в заявку сборной на домашний Евро. На турнире дебютировал во первой игре группы со сборной Украины, проведя на поле все 90 миинут.